# Casa del Marquès de Vallgornera
La Casa del Marquès de Vallgornera és una obra del Morell (Tarragonès) protegida com a Bé Cultural d'Interès Local.

## Descripció
La casa del Marquès de Vallgornera és la típica de dins el nucli antic del poble. Està situada a la plaça de la font i just davant ella, s'aixeca el castell dels Montoliu damunt un poderós mur en talús que recorda la primitiva muralla de l'antic castell.
Darrere la casa i tocant el carrer de la muralla cap a l'interior de la plaça de la font s'hi arriba mitjançant un carreró estret, de gust medieval i que està coronat per un arc de sustentació, a manera d'arcbotants.
Està construïda amb maçoneria enlluïda i carreus. Té planta baixa amb una porta d'arc adovellat, pis amb tres finestres emmarcades amb marcs pintats de blanc i golfes amb galeria correguda.
L'estat general de l'edifici és deficient, actualment no hi viu ningú i s'empra com a magatzem.